# Я, Победа и Берлин
«Я, Победа и Берлин» (англ. Rocky Road to Berlin) — украинский художественный фильм по мотивам одноимённой повести «Я, Победа и Берлин» музыканта Кузьмы Скрябина. Режиссёром фильма выступила Ольга Ряшина.
Выход фильма состоялся 14 марта 2024 года.

## Сюжет
Это история о становлении известного украинского музыканта Кузьмы Скрябина, поиски себя, дружбу и путь к мечте, наполненный сногсшибательными приключениями.
90-е. За три дня до запланированного концерта начинающий музыкант Кузьма отправляется со своим другом Бардом в Берлин на старой «Победе». Говорят, там есть коллекционер, готовый обменять «жёлтую бестию» на «шестисотый Мерс».
Кузьма обещает своей девушке Барбаре вернуться домой на новой тачке, а ребятам из группы успеть на выступление. Однако всё идет не по плану...
Роль Кузьмы исполнил актёр Ивано-Франковского академического областного музыкально драматичного театра им. И. Франко Иван Блиндер. Его любимую Барбару воплотила на экране актриса и певица Мария Стопник, друга Барда — колоритный актёр Владимир Гева.

## В ролях
В главных ролях:
- Иван Блиндарь — «Кузьма»
- Мария Стопник — «Барбара»
- Владимир Гева — «Бард»

## Производство
Лента создана кинокомпанией Star Media, при поддержке Министерства культуры и информационной политики Украины и Государственного агентства Украины по кино. Дистрибьютор выступят FILM.UA Distribution и Киномания.

### Съёмочная группа
Продюсеры
- Владислав Ряшин,
- Алексей Терентьев,
- Артём Доллежаль.

Оператор-постановщик
- Дмитрий Недря

Художник-постановщик
- Николай Кищук.

Сценарий
- Анатолий Крым,
- Алексей Комаровский,
- Нина Шулика.

### Музыка
В картине будут звучать каверы легендарных песен Скрябина. Уже представлено девять саундтреков:
- Монатик — «Старі фотографії»,
- группа БЕЗ ОБМЕЖЕНЬ — «Мовчати»,
- Alina Pash — «Чекаю ночі»,
- Тина Кароль — «Спи собі сама»,
- DZIDZIO — «То моє море»,
- группа Антитела — «Чорнобиль форева»,
- группа ADAM — «Говорили і курили»,
- Jamala — «Хай буде так, як хочеш ти»,
- ТНМК — «Кольорова»,
- Wellboy — «Просто ми».

Впереди ещё 9 синглов, которые объединятся в отдельный музыкальный альбом.

## Смета
Бюджет фильма составляет около 1 млн 300 тыс. долларов (36 млн гривен). С каждого проданного билета кинотеатры оставляют себе 50 %. Съемки проходили во Львове и Берлине.